# 박성철 (축구인)
박성철(朴聖哲, 1975년 3월 16일 ~ )은 대한민국의 은퇴한 축구 선수이자 현 지도자이다. 선수 시절 포지션은 공격수이다. 현재 울산 HD FC 코치를 맡고 있다.

## 축구인 경력

### 선수 경력
1997년 드래프트 팀 4순위로 부천 SK에 입단하여 첫 시즌 리그 10경기에 출전하여 3골을 기록하였다.
1999년 상무 입대전까지는 주로 교체멤버로 활약하였으나 2001년 6월 전역후 팀의 간판 스트라이커 곽경근의 부진으로 인해 부천 SK로 복귀하였다.
그러나 저조한 득점력으로 인해 2004년에는 고건우에게 주전 스트라이커 자리를 뺏겼고 결국 이 시즌을 마지막으로 팀을 떠나게 되었다.
2005년 성남 일화를 거쳐 2006년 신생팀 경남 FC의 창단 멤버로 합류하였다. 경남에서 센터백과 최전방 공격수를 오가며 활약하였으며 2007 시즌을 끝으로 은퇴하였다.

### 지도자 경력
은퇴 후 2009년 제주 유나이티드의 유소년 팀 감독으로 부임하였다. 2015 시즌을 앞두고 인천 유나이티드의 1군 코치로 선임되었다.